# لیگ دسته‌یک والیبال مردان ایران ۱۳۷۵
لیگ دسته‌یک والیبال ایران ۱۳۷۵ هفتمین دوره لیگ دسته‌یک والیبال ایران می‌باشد. این رقابت‌ها با حضور ۱۴ تیم در دو مرحله برگزار شد. در مرحله اول تیم‌ها در دو گروه هفت تیمی با هم رقابت کردند. پس از انجام ۸۴ بازی در طی ۱۲ هفته، چهار تیم برتر به مرحله نیمه‌نهایی راه یافتند. از گروه اول، تیم‌های فولاد خوزستان و پیکان تهران و از گروه دوم تیم‌های فجر تهران و ذوب‌آهن اصفهان به جمع چهار تیم پایانی صعود کردند. مرحله نهایی رقابت‌ها با حضور این چهار تیم به میزبانی شهر تهران برگزار شد و در نهایت تیم پیکان تهران برای نخستین بار به مقام قهرمانی باشگاه‌های برتر کشور ایران رسید.

## فصل عادی

### گروه ۱
| رتبه | تیم                 | امتیاز | صعود و سقوط          |
| ---- | ------------------- | ------ | -------------------- |
| ۱    | فولاد خوزستان       | ۲۲     | صعود به ۴ تیم پایانی |
| ۲    | پیکان تهران         | ۲۲     | صعود به ۴ تیم پایانی |
| ۳    | مقاومت ارومیه       | ۱۹     |                      |
| ۴    | آبگینه قزوین        | ۱۹     |                      |
| ۵    | فولاد مبارکه اصفهان | ۱۶     | سقوط به دسته دوم     |
| ۶    | فجرسپاه آق‌قلا       | ۱۵     | سقوط به دسته دوم     |
| ۷    | پروفیل ساوه         | ۱۳     | سقوط به دسته دوم     |

### گروه ۲
| رتبه | تیم                | امتیاز | صعود و سقوط          |
| ---- | ------------------ | ------ | -------------------- |
| ۱    | فجر سپاه تهران     | ۲۲     | صعود به ۴ تیم پایانی |
| ۲    | ذوب‌آهن اصفهان      | ۲۲     | صعود به ۴ تیم پایانی |
| ۳    | پرسپولیس تهران     | ۲۱     |                      |
| ۴    | شهرداری مشهد       | ۱۷     |                      |
| ۵    | سیمان صوفیان تبریز | ۱۷     | سقوط به دسته دوم     |
| ۶    | نیوپان گنبد        | ۱۵     | سقوط به دسته دوم     |
| ۷    | ۱۵ خرداد گرگان     | ۱۲     | سقوط به دسته دوم     |

## چهار تیم پایانی
تمام بازی‌های این مرحله در سالن والیبال آزادی برگزار شد.
| رتبه | تیم            | امتیاز | صعود و سقوط                    |
| ---- | -------------- | ------ | ------------------------------ |
| ۱    | پیکان تهران    | ۵      | صعود به قهرمانی باشگاه‌های آسیا |
| ۲    | ذوب‌آهن اصفهان  | ۵      |                                |
| ۳    | فجر سپاه تهران | ۵      |                                |
| ۴    | فولاد خوزستان  | ۳      |                                |

## رده‌بندی نهایی
| رتبه | تیم            |
| ---- | -------------- |
| 1    | پیکان تهران    |
| 2    | ذوب‌آهن اصفهان  |
| 3    | فجر سپاه تهران |
| ۴    | فولاد خوزستان  |

|  | راه‌یافته به جام صلح ۱۹۹۷ |

| قهرمان فصل ۱۳۷۵ لیگ برتر ایران |
| ------------------------------ |
| پیکان تهران نخستین قهرمانی     |

|  |  |